# Dan Gore
Daniel Lewis Gore (Prestwich, Inglaterra, 26 de septiembre de 2004) es un futbolista inglés. Juega como centrocampista y su equipo es el Rotherham United F. C. de la League One.

## Clubes
| Club                            | País       | Año   |
| ------------------------------- | ---------- | ----- |
| Manchester United F. C.         | Inglaterra | 2023- |
| Port Vale F. C. (cedido)        | Inglaterra | 2024  |
| Rotherham United F. C. (cedido) | Inglaterra | 2025- |